# Anton Wildgans

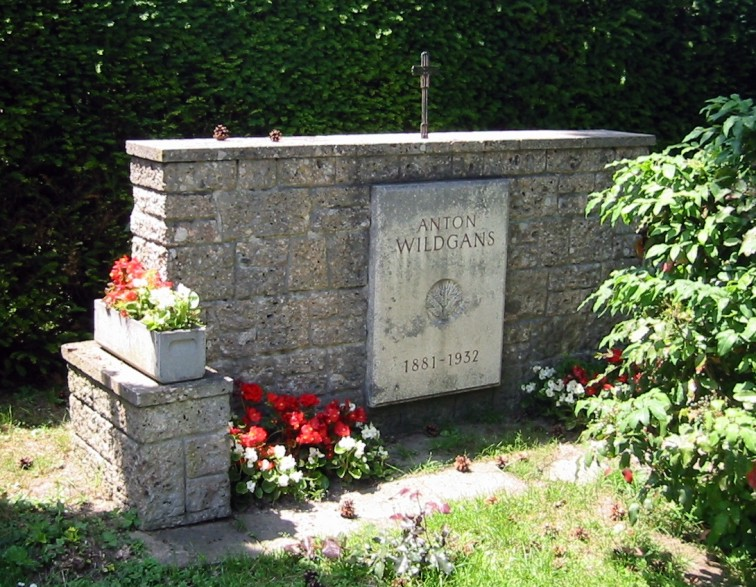
Anton Wildgans gravsten.

Anton Wildgans, född 17 april 1881 i Wien, död 3 maj 1932 i Mödling, var en österrikisk författare.
Han studerade juridik och blev straffrättsdomare, men ägnade sig snart åt författarskap. Wildgans blev 1921 ledare för Burgteatern. Han debuterade 1909 med diktsamlingen Herbstfrühling, som följdes av diktsamlingarna Und hättet der Liebe nicht ... (1911) och Sonette an Ead (1913), enaktaren In Ewigkeit Amen (1913), skådespelet Armut (1914, uppförd i Stockholm 1917), tragedin Liebe (1916), diktsamlingen Mittag (1917), dramerna Dies iræ (1918) och Kain (1920).
Efter 1925 skapade han eposen Kirbisch oder der Gendarm, die Schande und das Glück i versmåttet hexameter.
Den österrikiska företagareföreningen inrättade 1962 Anton Wildgans-priset för författare.